# Das letzte Band
Das letzte Band (englischer Originaltitel: Krapp’s Last Tape; französischer Titel: La dernière bande) ist ein Einpersonenstück in einem Akt von Samuel Beckett aus dem Jahr 1958. Die Uraufführung fand am 28. Oktober 1958 unter der Regie von Donald McWhinnie im Londoner Royal Court Theatre mit Patrick Magee statt.
Während die Londoner Aufführung von der Kritik allgemein verrissen wurde, war die deutsche Erstaufführung, zusammen mit der Uraufführung von Albees Die Zoogeschichte, in der Regie von Walter Henn mit Walter Franck am 28. September 1959 in der Werkstatt des Berliner Schillertheaters ein Erfolg.

## Inhalt
Der altersschwache Krapp, ein erfolgloser Schreiberling und kauziger Einsiedler, der mit seinem weißen, unrasierten Gesicht, der roten Nase, den strubbeligen grauen Haaren, der schwarzen viel zu engen, viel zu kurzen langen Hose und den übergroßen weißen Schuhen wie ein heruntergekommener Zirkusclown wirkt, hockt, „spät abends in der Zukunft“, an einem kleinen Schubladentisch, auf dem ein Tonbandgerät und mehrere Kartons voller alter Tonbänder stehen.
Reglos blickt er vor sich hin, tastet dann in seiner Hosentasche nach einem Schlüsselbund, wählt den passenden Schlüssel, öffnet damit eine der Schubladen, entnimmt ihr eine große Banane, streichelt sie und steckt sie sich, nachdem er die Schale entfernt und achtlos auf den Boden hat fallen lassen, in den Mund. Ohne abzubeißen, starrt er wieder reglos vor sich hin, richtet sich schließlich auf und beginnt an der Bühnenrampe auf und ab zu gehen, während er langsam die Banane vertilgt. Dabei rutscht er auf der Schale aus, droht zu fallen, kann sich aber noch fangen, beugt sich zum Boden, inspiziert das Corpus Delicti und befördert es mit einem kleinen Tritt von der Bühne ins Parkett. Mit einem tiefen Seufzer fummelt er erneut nach seinem Schlüsselbund, und das gleiche Spiel wiederholt sich mit einer zweiten großen Banane, deren Schale er diesmal aber von vornherein ins Publikum entsorgt.
Plötzlich kommt ihm eine Idee. Er steckt die entschälte Banane in seine Westentasche und eilt in den schwarzen Bühnenhintergrund. Pause. Man hört einen Korken knallen. Pause. Krapp kehrt mit einem dicken Katalog unter dem Arm an den Tisch zurück. Er beginnt darin zu blättern und bemüht sich trotz seiner Kurzsichtigkeit die Titel des Verzeichnisses zu entziffern, entdeckt bald, was er sucht, wählt den passenden Karton, kramt darin nach dem gesuchten Tonband, fädelt die Spule umständlich in das Tonbandgerät und drückt den Wiedergabeknopf. Das eine Ohr wegen seiner Schwerhörigkeit dicht am Lautsprecher, lauscht er der tagebuchähnlichen Aufzeichnung, die er einst auf Band gesprochen hat. Nur kurz erträgt er den großsprecherischen Ton seines jugendlichen Selbst, das von großen Zukunftsplänen als Schriftsteller faselt. Dann unterbricht er sich, spult die Aufnahme weiter und lauscht erneut, bevor er das Band unwillig fluchend wieder vom Gerät nimmt, erneut im Katalog und in seinen Bändern kramt und weitere Ausschnitte abzuhören beginnt.
Auf der Suche nach einem glücklichen Moment in seinen Erinnerungen stößt er schließlich auf die Notiz einer Liebesszene, die er dreißig Jahre zuvor erlebt hat. Immer wieder spult Krapp dieselbe Passage zurück und lauscht seinem früheren Ich wie einer fremden Person. Immer genauer verfolgt er den Wortlaut der romantischen Beschreibung seines Alter Ego, das von einer Kahnfahrt mit der Geliebten erzählt. Schließlich stoppt er den Apparat, schließt ein Mikrofon an und beginnt die Szene in einer neuen Aufnahme zu kommentieren. Mit krächzender Greisenstimme spottet er über sich selbst: „Kaum zu glauben, dass ich je so blöd war.“
Krapps ehrgeizige künstlerische Ambitionen sind ebenso verflogen wie seine Liebesgefühle. Was ihm bleibt, sind tote Erinnerungen, Alkohol und Selbstironie. Krapp legt das Band mit der Liebesszene wieder auf. Stumm sprechen seine Lippen den Text mit. Als die Aufnahme zu Ende ist, blickt er wieder reglos und starr ins Leere. Das Band läuft tonlos weiter, während der Vorhang fällt.

## Interpretation
„Die menschliche Existenz als Grenzsituation zwischen Leben und Tod, Gestalten, die auf der ewig enttäuschten Illusion des Wartens beharren oder in tragikomischer Hilflosigkeit die Gewissheit ihres Verfalls überspielen – darum geht es in allen Stücken Becketts.“ Im Zyklus solcher apokalyptischen Szenarios zeigt Das letzte Band das menschliche Ableben auf der vergeblichen Suche nach seiner verlorenen Identität. Nachdem der Mensch alle Stadien durchlaufen hat – vom Bananen fressenden Affenmenschen bis zum eitel um sich selbst kreisenden Homo sapiens –, drehen seine Gedankenmühlen, wie Krapps Tonspule im Schlussbild, nur noch im Leerlauf. Den Abgesang auf den Menschen als Maß aller Dinge singt, wie so oft bei Beckett, ein krächzender greiser Kauz, der nichts mehr erwartet – und doch weiter wartet. Sprache wird nicht mehr auf ihren Wahrheitsgehalt hin überprüft und als Medium der Erkenntnis verwendet, sondern nur noch auf ihren klanglichen Gehalt hin verhört: „Spule. Spuule. Spuuule.“ Immer wieder intoniert Krapp das Wort vor sich hin und berauscht sich, in Ermangelung anderer Wonnen, an dessen bloßer Akustik, ein Pausenclown zwischen Leben und Tod, der seine Endzeit mit pantomimischen Bagatellen und müßigen Selbstreflexionen überbrückt, die statt zur Selbsterkenntnis nur zu noch mehr Selbstentfremdung führen.

## Rezeption
Das letzte Band wurde in die ZEIT-Bibliothek der 100 Bücher aufgenommen.

## Deutschsprachige Verfilmungen
1962 entstand eine Fernsehinszenierung des Stücks durch den Bayerischen Rundfunk; Regie führte Hans Schweikart und die Hauptrolle spielte Fritz Kortner.
Zehn Jahre nach der deutschsprachigen Uraufführung, am 5. Oktober 1969, kam ebenfalls am Schillertheater eine Neu-Inszenierung des Stücks durch den Autor mit Martin Held heraus, die als besonders gelungen gefeiert und als Gastspiel auch in anderen Städten gezeigt wurde. Sie wurde vom WDR auch für das Fernsehen aufgezeichnet und nach Erstausstrahlung in einigen Dritten Fernsehprogrammen am 30. Januar 1970 am 11. Mai 1970 im Ersten Programm der ARD gesendet
Bei der Berlinale 1989 hatte ein weiterer Film nach Becketts Stück Premiere; es spielten Curt Bois und Sunnyi Melles unter der Regie von Peter Henning und Jean-Claude Kuner.

## Ausgaben
- Samuel Beckett: Krapp’s Last Tape and Embers. Faber & Faber, London 1959, ISBN 0-571-06209-1 (englische Erstausgabe).
- Samuel Beckett: Das letzte Band = La dernière bande = Krapp’s last tape. Suhrkamp, Frankfurt am Main 1974, ISBN 3-518-36700-5 (Dreisprachige Ausgabe: Englische Originalfassung und französische Übertragung von Samuel Beckett, Übertragung ins Deutsche von Erika Tophoven und Elmar Tophoven; ISBN der Suhrkamp-Ausgabe aus dem Jahr 2000).